# Ovidiu Văduvescu
astronomi
| 555152 Oproiu          | 14 noiembrie 2009  |
| 564280 Tudorica        | 8 septembrie 2013  |
| 574300 Curelaru        | 10 iulie 2014      |
| 580301 Aznarmacías     | 23 septembrie 2014 |
| 627030 Ciobanu         | 11 martie 2008     |
| 646626 Valentingrigore | 11 martie 2008     |
| 646684 Boaca           | 24 iunie 2014      |
| 664136 Tercu           | 11 martie 2008     |

Ovidiu Văduvescu / Ovidiu Vaduvescu (n. la Craiova, în  1967) este un astronom român naturalizat în Canada.
Licențiat în matematică și informatică în 1991 la Universitatea din Craiova, a obținut un doctorat în matematică și astronomie la Universitatea Babeș-Bolyai în 1997 și unul în fizică și astronomie la York University în 2005.
Minor Planet Center îi atribuie descoperirea a opt asteroizi, făcută între 2009 și 2015, dintre care șapte în colaborare cu alți astronomi: Antonio Ferragamo, Mark Hollands, Jorge Iglesias-Páramo, David Jones, Teo Močnik, Pieter van Oers și Olga Zamora. La 11 martie 2008, împreună cu astronomul Mirel Bîrlan a descoperit asteroidul care a primit denumirea 646626 Valentingrigore, în cinstea astronomului român Valentin Grigore. 
Asteroidul 36340 Vaduvescu i-a fost dedicat.